# Słowianka
Hala Słowianka – hala pasterska położona w Grupie Lipowskiego Wierchu i Romanki w Beskidzie Żywiecko-Orawskim, na przełęczy o wysokości około 850 m, pomiędzy Skałą (946 m) a Suchym Groniem (870).
Słowianka znajduje się w granicach wsi Sopotnia Mała w województwie śląskim, w powiecie żywieckim, w gminie Jeleśnia. Na hali znajduje się stacja turystyczna „Słowianka”, w której mieści się sklep i która oferuje możliwość noclegu.

## Szlaki turystyczne
– czerwony (Główny Szlak Beskidzki): Węgierska Górka – Abrahamów – hala Słowianka – hala Pawlusia – hala Rysianka
 – niebieski: Bystra – Lachowe Młaki – hala Słowianka – Romanka – Kotarnica – Sopotnia Mała
 – czarny: Żabnica Skałka – hala Słowianka
 – szlak rowerowy: Żabnica – hala Słowianka – Cięcina – Żabnica.
 – szlak narciarski: Cięcina – Magura – Skała – hala Słowianka